# فهرست وابسته‌های دیپلماتیک کومور

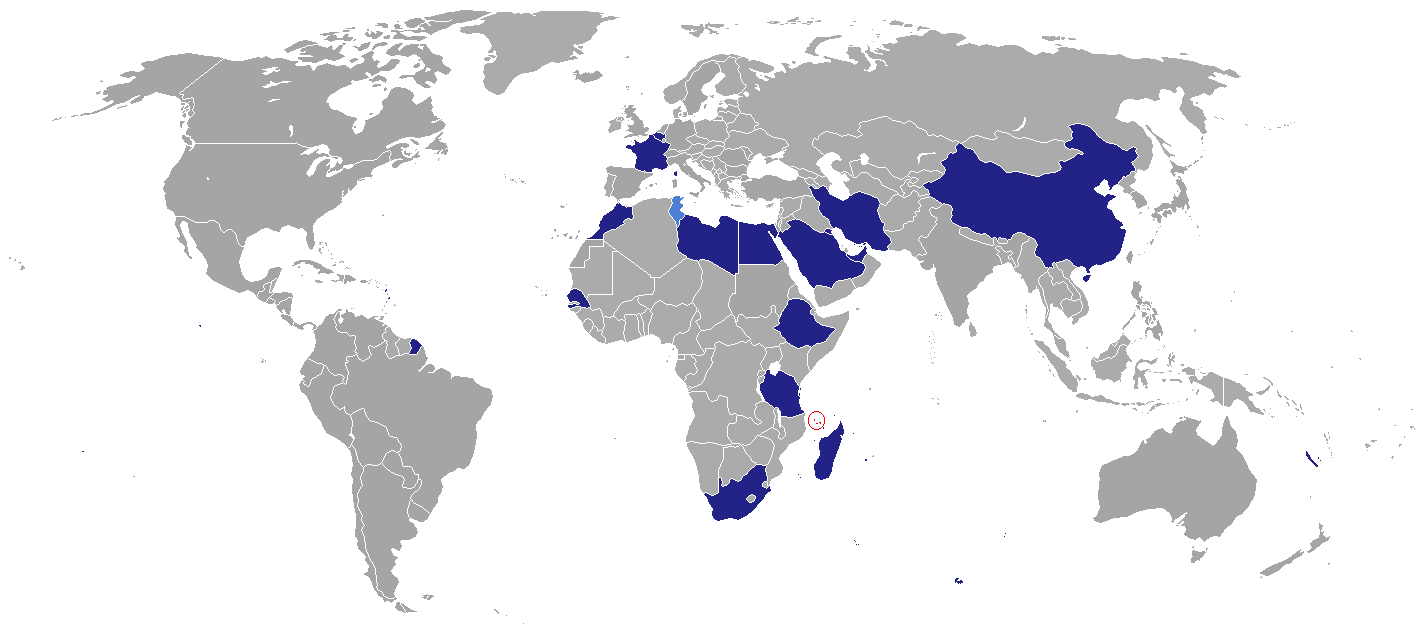
نقشه کشورهای دربردارنده سفارت کومور

فهرست سفارت‌های کومور، فهرستی از مراکز سفارتخانه و کنسولگری کشور مجمع الجزایر کومور در سراسر جهان است.

## آفریقا
- مصر
  - قاهره (سفارت)
- لیبی
  - طرابلس (سفارت)
- ماداگاسکار
  - آنتاناناریوو (سفارت)
  - ماهاجانگا (کنسولگری)
- آفریقای جنوبی
  - پرتوریا (سفارت)

## آسیا
- چین
  - پکن (سفارت)
- ایران
  - تهران (سفارت)
- قطر
  - دوحه (سفارت)
- عربستان سعودی
  - ریاض (سفارت)
  - جده (کنسولگری)
- امارات متحده عربی
  - ابوظبی (سفارت)

## اروپا

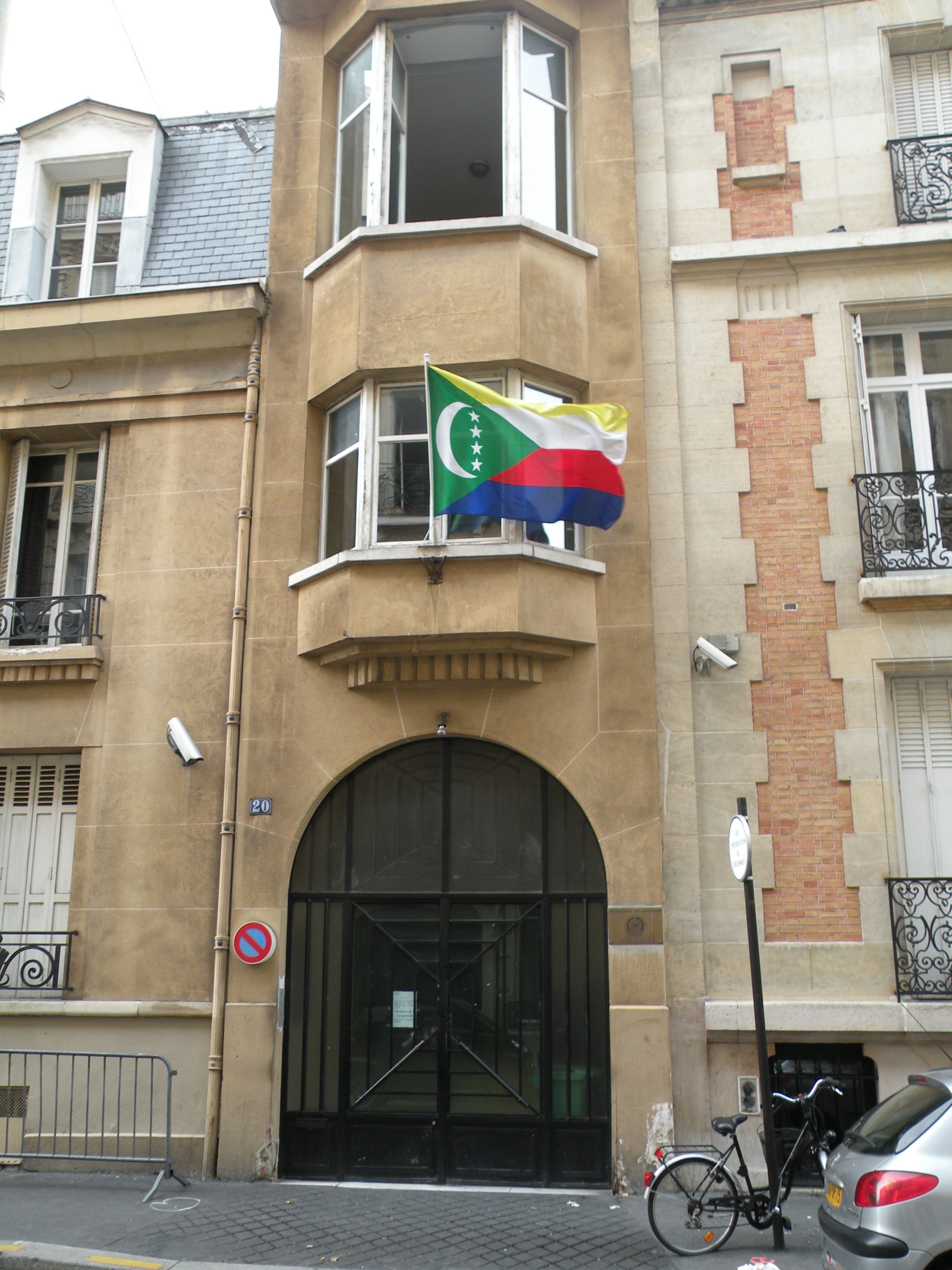
سفارت اتحاد قمر در پاریس

- بلژیک
  - بروکسل (سفارت)
- فرانسه
  - پاریس (سفارت)

## سازمان‌های چندجانبه
- قاهره (نمایندگی دائمی در اتحادیه عرب)
- نیویورک (نمایندگی دائمی در سازمان ملل متحد)